# Visayahavet

Karta över Visayahavet.

Visayahavet är ett hav i Filippinerna omgivet av Östra Visayas och Västra Visayas i öst och väst samt Centrala Visayas i syd. Det avgränsas av öarna Masbate i norr, Leyte i öster, Cebu och Negros i söder samt Panay i väster. Havet förbinds med Sibuyansjön via Jintotolosundet i nordväst, Samarhavet i nordost, Camotes hav i sydost, Boholhavet via Tañonsundet och Sulusjön via Guimarassundet och Panaygolfen. Havets största ö är Bantayan.